# بارن فورك (أوزارك)
بارن فورك بلدة هي بلدة غير نشطة في مقاطعة أوزارك في ولاية ميزوري.
شيدت بارن فورك في عام 1841، وسميت باسم النهر الذي يحمل نفس الاسم داخل حدودها.